# Wentworth Woodhouse
Wentworth Woodhouse est une maison de campagne classée Grade I située dans le village de Wentworth, dans l'arrondissement métropolitain de Rotherham, dans le Yorkshire du Sud, en Angleterre. Il appartient actuellement au Wentworth Woodhouse Preservation Trust . Le bâtiment compte plus de 300 chambres, bien que le nombre précis ne soit pas clair, avec 250 000 pieds de surface au sol . Il couvre une superficie de plus de 2,5 acres, et est entouré d'un domaine de 180 acres de parc, et un domaine de 15 000 ha.
La maison jacobéenne d'origine est reconstruite par Thomas Watson-Wentworth (1er marquis de Rockingham) (1693-1750), et considérablement agrandie par son fils, le 2e marquis, qui est deux fois Premier ministre et qui établit Wentworth Woodhouse comme centre d'influence whig . Au XVIIIe siècle, la maison passe aux comtes Fitzwilliam qui en sont propriétaires jusqu'en 1979, date à laquelle elle passe aux héritiers des 8e et 10e comtes.

## Architecture

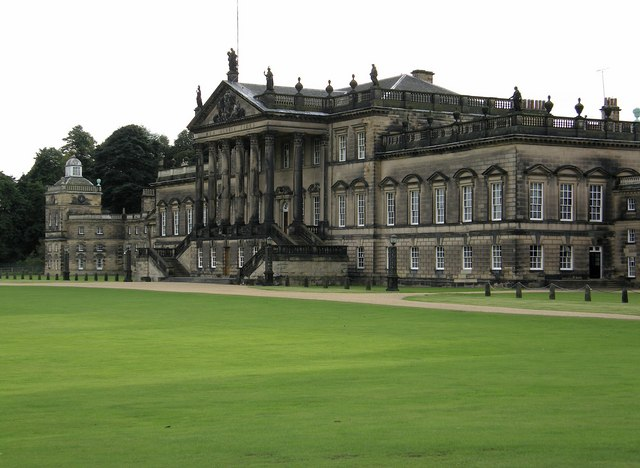
La façade Est en 2008

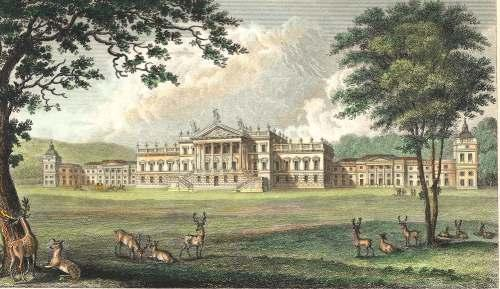
Wentworth Woodhouse (façade est) de A Complete History of the County of York par Thomas Allen (1828-1830).

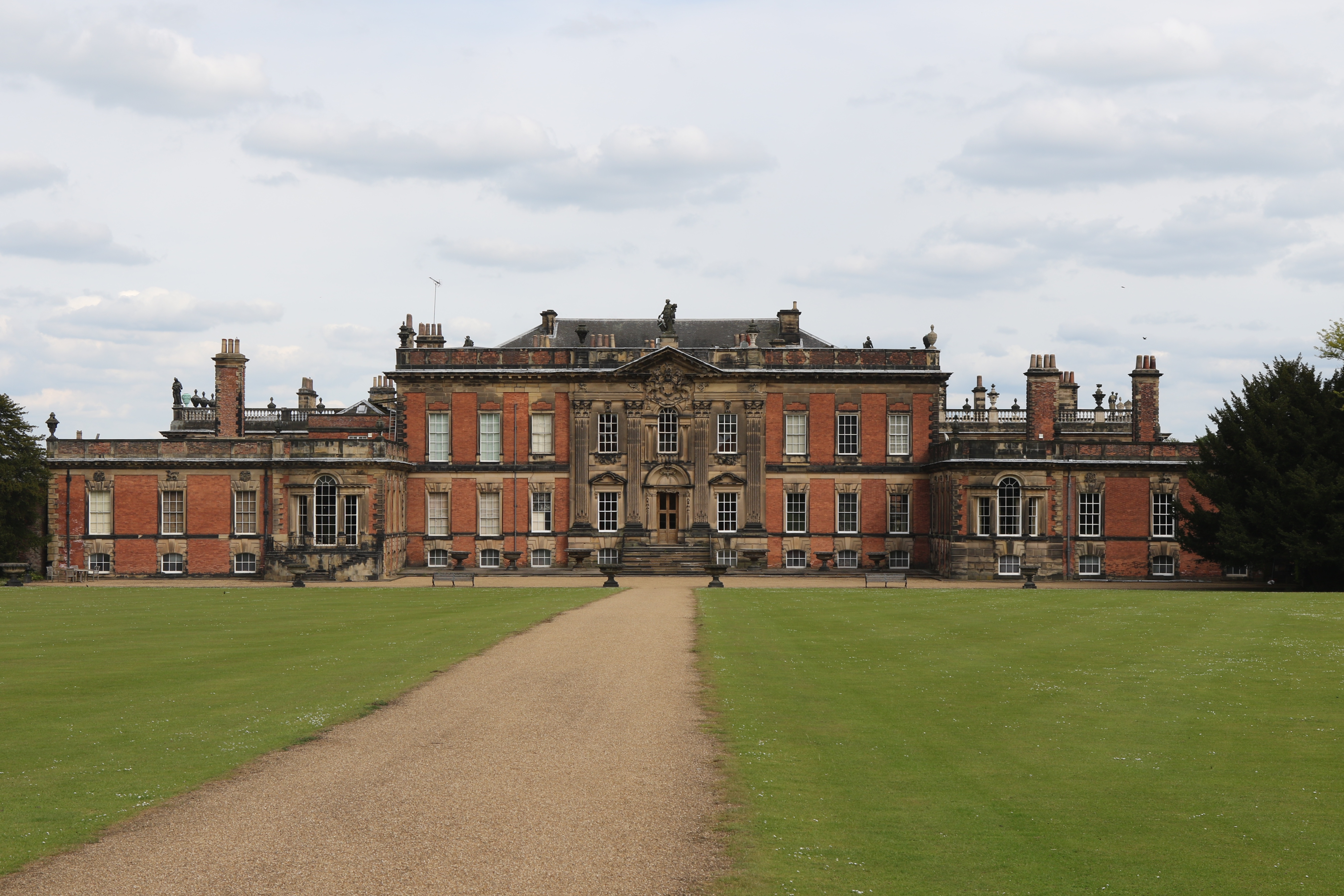
La façade ouest

Wentworth Woodhouse comprend deux maisons jointes, formant des façades ouest et est. La maison d'origine, maintenant la façade ouest, avec le jardin faisant face au nord-ouest vers le village, est construite en brique avec des détails en pierre. On dit de manière crédible que le front est d'une longueur inégalée est construit  à la suite d'une rivalité avec la branche Stainborough de la famille Wentworth, qui hérite du titre mineur de baron Raby de Thomas Wentworth, 1er comte de Strafford, mais pas ses domaines (dont la remarquable série de portraits de Strafford par Antoine van Dyck et Daniel Mytens), qui sont allés à Watson qui ajoute Wentworth à son nom de famille. Les Wentworth de Stainborough, pour qui le comté de Strafford est relancé, vivent à proximité du château de Wentworth, qui est acheté en 1708 dans un esprit de compétition et reconstruit avec acharnement d'une manière magnifique.

## Histoire
La partie ouest baroque anglaise, construite en briques, de Wentworth Woodhouse est commencée en 1725 par Thomas Watson-Wentworth (1er marquis de Rockingham) après l'avoir hérité de son père en 1723. Il remplace la structure jacobéenne de la maison de Thomas Wentworth, 1er comte de Strafford, que Charles Ier sacrifie en 1641 pour apaiser le Parlement. Le constructeur vers qui le petit-fils de Wentworth se tourne pour un plan pour le grand projet qu'il a l'intention est un constructeur local et architecte de campagne, Ralph Tunnicliffe qui a une pratique dans le Derbyshire et le South Yorkshire. Tunnicliffe est assez satisfait de cet aboutissement de sa pratique provinciale pour publier une gravure signée « R. Tunniclif, architectus »  qui doit dater d'avant 1734, car elle est dédiée au baron Malton, titre antérieur de Watson-Wentworth . Cependant, le style baroque n'est pas apprécié des Whigs et la nouvelle maison n'est pas admirée. En 1734, avant que la façade ouest ne soit terminée, le petit-fils de Wentworth, Thomas Watson-Wentworth, charge Henry Flitcroft de construire «l'extension» de la façade est, en fait une nouvelle maison beaucoup plus grande, faisant face à l'autre sens, vers le sud-est. Le modèle sur lequel ils se sont arrêtés est la Wanstead House de Colen Campbell, illustrée dans Vitruvius Britannicus en 1715.
La grande façade de l'Est est la plus souvent illustrée. La façade ouest, la "façade jardin", est la façade privée qui donne sur un giardino segreto entre la façade de la maison et le potager clos, destinée au plaisir familial plutôt qu'aux ambitions sociales et politiques exprimé sur la partie de l'Est. La plupart des vestiges de celui-ci sont remaniés au XIXe siècle .

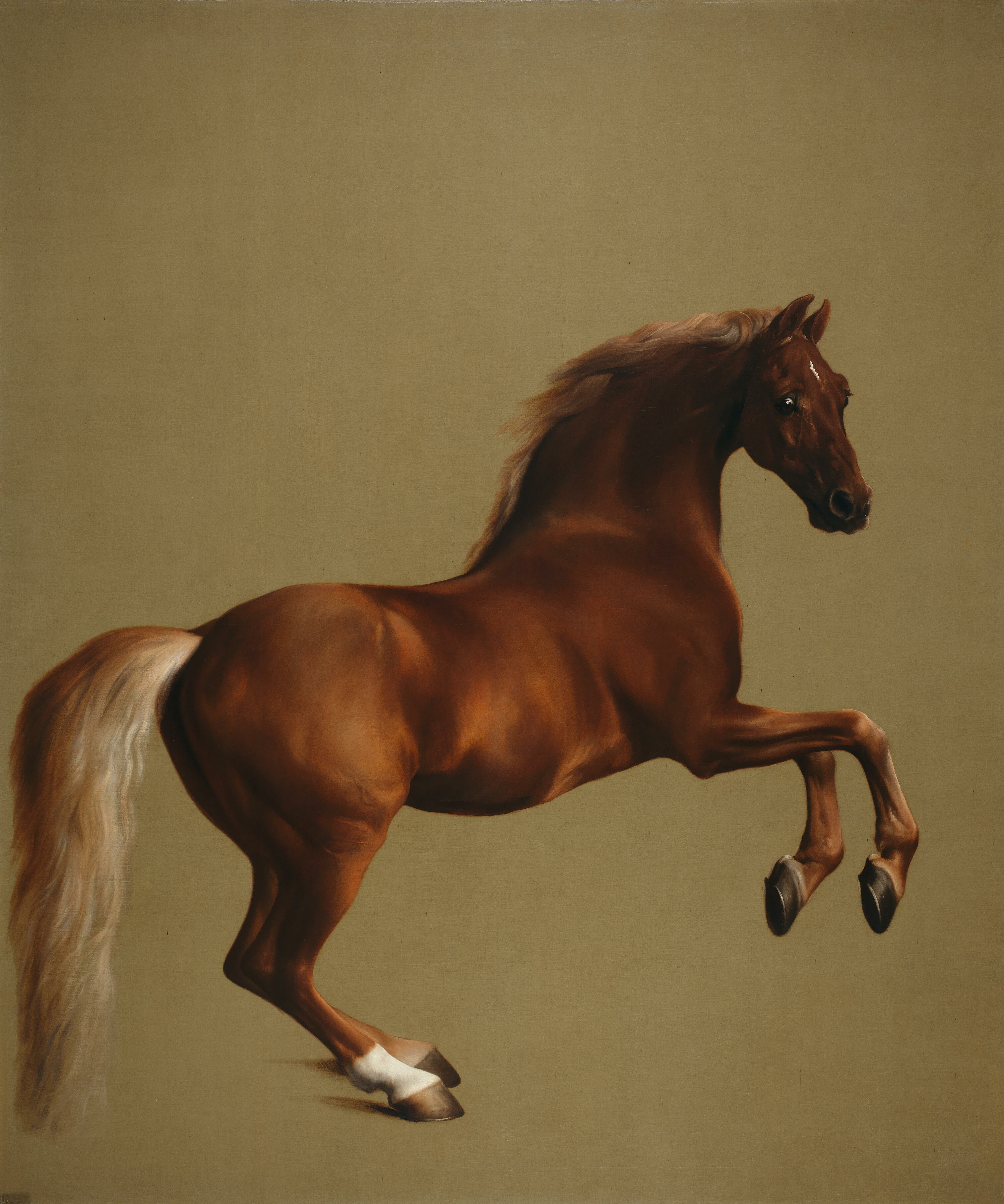
Whistlejacket, par George Stubbs (National Gallery, Londres)

Wentworth Woodhouse passe à Charles Watson-Wentworth, 2e marquis de Rockingham, brièvement premier ministre en 1765-1766 et de nouveau en 1782. Il y reçoit Benjamin Franklin en 1771. Il fait travailler John Carr (architecte) (en) de York, qui ajoute un étage supplémentaire à certaines parties de la façade est et fournit les portiques aux ailes correspondantes, chacune équivalant à une maison de campagne moyennement grande. James "Athenian" Stuart contribue à la conception des panneaux du Pillared Hall. La salle Whistlejacket est nommée d'après le portrait de George Stubbs qui y est accroché de Whistlejacket, l'un des chevaux de course les plus célèbres de tous les temps . Les ajouts sont achevés en 1772. Le deuxième marquis envisage une galerie de sculptures dans la maison, qui ne se concrétise jamais; quatre marbres de Joseph Nollekens sont exécutés sur sa commande, dans l'attente de la galerie ; la Diane, signée et datée de 1778, est aujourd'hui au Victoria and Albert Museum, la Junon, Vénus et Minerve, regroupées avec un marbre antique romain de Paris, sont au J. Paul Getty Museum .
Wentworth Woodhouse, avec tout son contenu, passe ensuite à la famille de la sœur du marquis, les comtes Fitzwilliam.

## Le parc
Après avoir terminé le cours des retouches entre les mains de John Carr, Lord Fitzwilliam se tourne en 1790 vers le paysagiste le plus en vue Humphry Repton, pour qui il s'agit du projet le plus ambitieux de la saison, celui qu'il décrit en détail, dans Quelques observations de la théorie et de la pratique du jardinage paysager (1803). Une terrasse centrée sur le bloc principal effectue une transition entre la maison et les pâturages vallonnés. Quatre obélisques se dressent sur le boulingrin, éclipsés par l'échelle de la maison. Repton les réinstallent. Bien que le parc ait accumulé de nombreux éléments accrocheurs et caractéristiques, Repton constate qu'il y a peu d'arbres, la maison étant entourée "d'herbe grossière et de rochers"  que Repton enlèvent également, avant le terrassement à grande échelle. les opérations commencent, effectuées par des hommes avec des pelles et des charrettes à âne, pour remodeler le sol grumeleux en houles lisses. Deux grandes piscines, visibles depuis le front est et la voie d'accès, sont creusées en forme de serpentin. Certaines des dépendances de Flitcroft sont démolies, mais pas la belle cour des écuries de Carr (1768), avec une entrée par une arche toscane à fronton. 

### Folies et bâtiments de jardin
Les terrains (et les environs) contiennent un certain nombre de folies et d'autres structures de jardin, dont beaucoup avec des associations dans l'arène de la politique whig du XVIIIe siècle. Ils comprennent:
- Stand Hoober . Une pyramide effilée avec une lanterne hexagonale, du nom de l'ancien bois dans lequel elle est érigée. Elle mesure 30 mètres (98,425197 pi) de haut et est construite selon la plan de Flitcroft en 1747-1748 pour commémorer la défaite de la rébellion jacobite de 1745, à laquelle Lord Malton et son fils survivant ont pris part.
- Colonne de Keppel . Un Colonne toscane de 35 m construite pour commémorer l'acquittement de l'amiral Keppel en cour martiale, un ami proche de Rockingham. Son Entasis est visiblement bombée en raison d'un ajustement de sa hauteur, effectué lorsque des problèmes de financement ont réduit la hauteur. Elle est conçue par John Carr.
- Le mausolée de Rockingham. Un bâtiment de trois étages de 27 m de haut, situé dans un bois, où seul le niveau supérieur est visible au-dessus de la cime des arbres. Il est commandé en 1783 par le comte Fitzwilliam comme mémorial au défunt premier marquis de Rockingham ; il est conçu par John Carr, dont le premier projet, pour un obélisque, est rejeté, au profit d'une adaptation du cénotaphe romain des Julii à Saint-Rémy-de-Provence, près d'Arles [10]. Le rez-de-chaussée est une salle fermée contenant une statue de l'ancien premier ministre par Joseph Nollekens, ainsi que des bustes de ses huit amis les plus proches. Le premier étage est une colonnade ouverte avec des colonnes corinthiennes entourant le sarcophage (vide). Le dernier étage est une coupole de style roman.
- Œil d'aiguille . Un haute pyramide de 14 m en blocs de grès avec une urne ornementale au sommet et un grand arc en ogive gothique au milieu, qui chevauche une chaussée désaffectée. Elle est construite au XVIIIe siècle prétendument pour gagner un pari après que le deuxième marquis ait affirmé qu'il pouvait conduire un carrosse et des chevaux à travers le chas d'une aiguille.
- Fosse aux ours. Accessible par la jardinerie voisine. Construite sur deux niveaux avec un escalier en colimaçon. Le portail extérieur (vers 1630) fait partie de l'architecture de la maison d'origine. Au fond du jardin se trouve une grotte gardée par deux statues grandeur nature de soldats romains.
- Maison Camélia . La Camellia House, datant principalement du début du XIXe siècle mais avec des éléments de la fin du XVIIIe siècle, est construite pour contenir la collection de camélias de la famille . En 2022, les experts en plantes ont identifié un certain nombre de variétés rares de la plante, la plus ancienne remontant à 1792 [11].

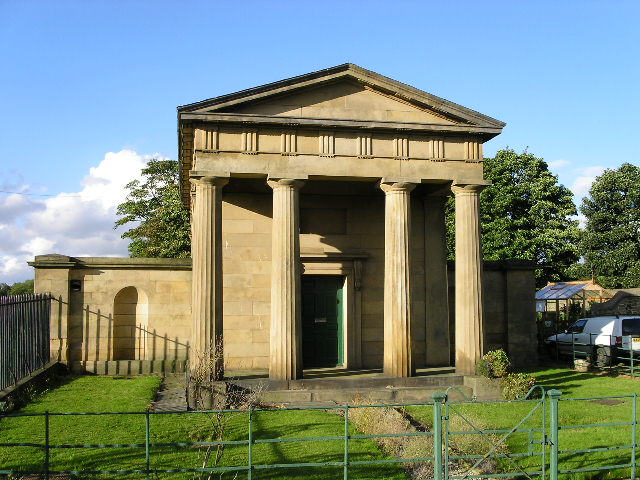
"Doric Lodge" dans le parc
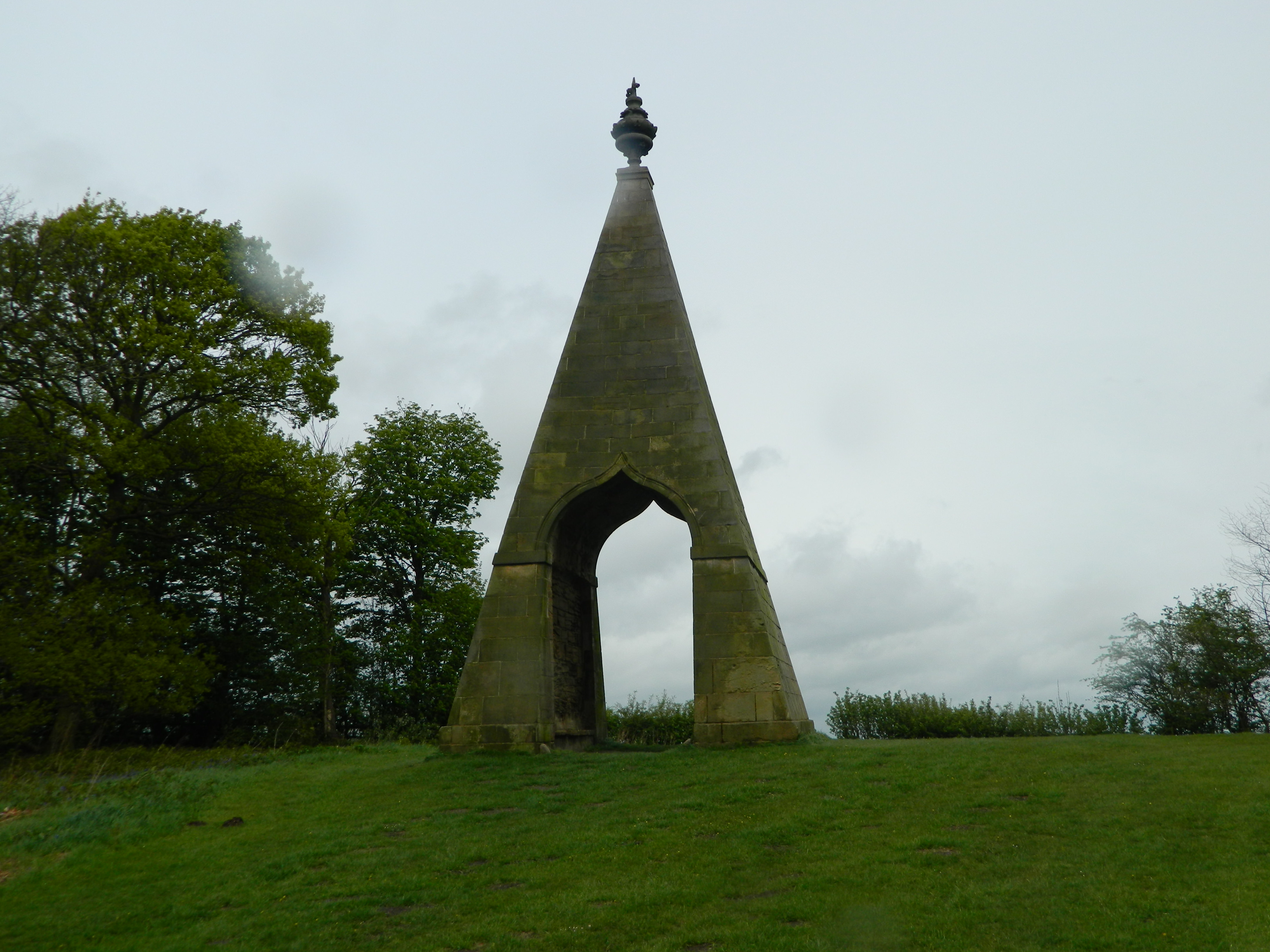
Le chas de l'aiguille
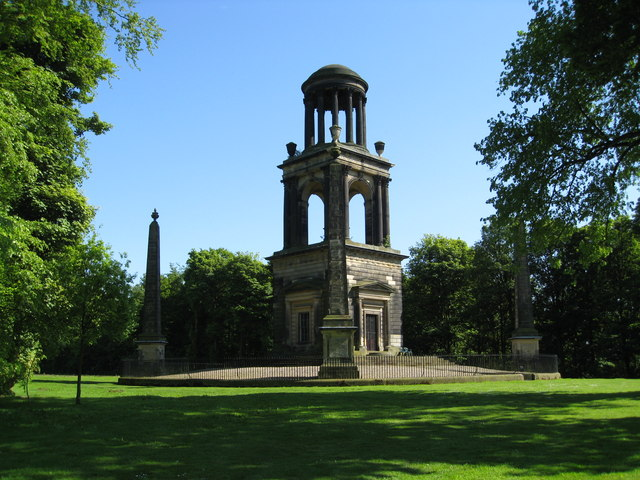
Le mausolée de Rockingham
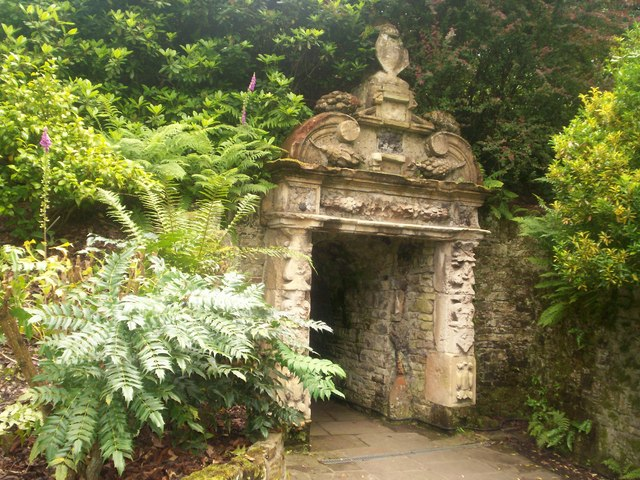
Porte de la fosse aux ours

## Collège Lady Mabel et Université

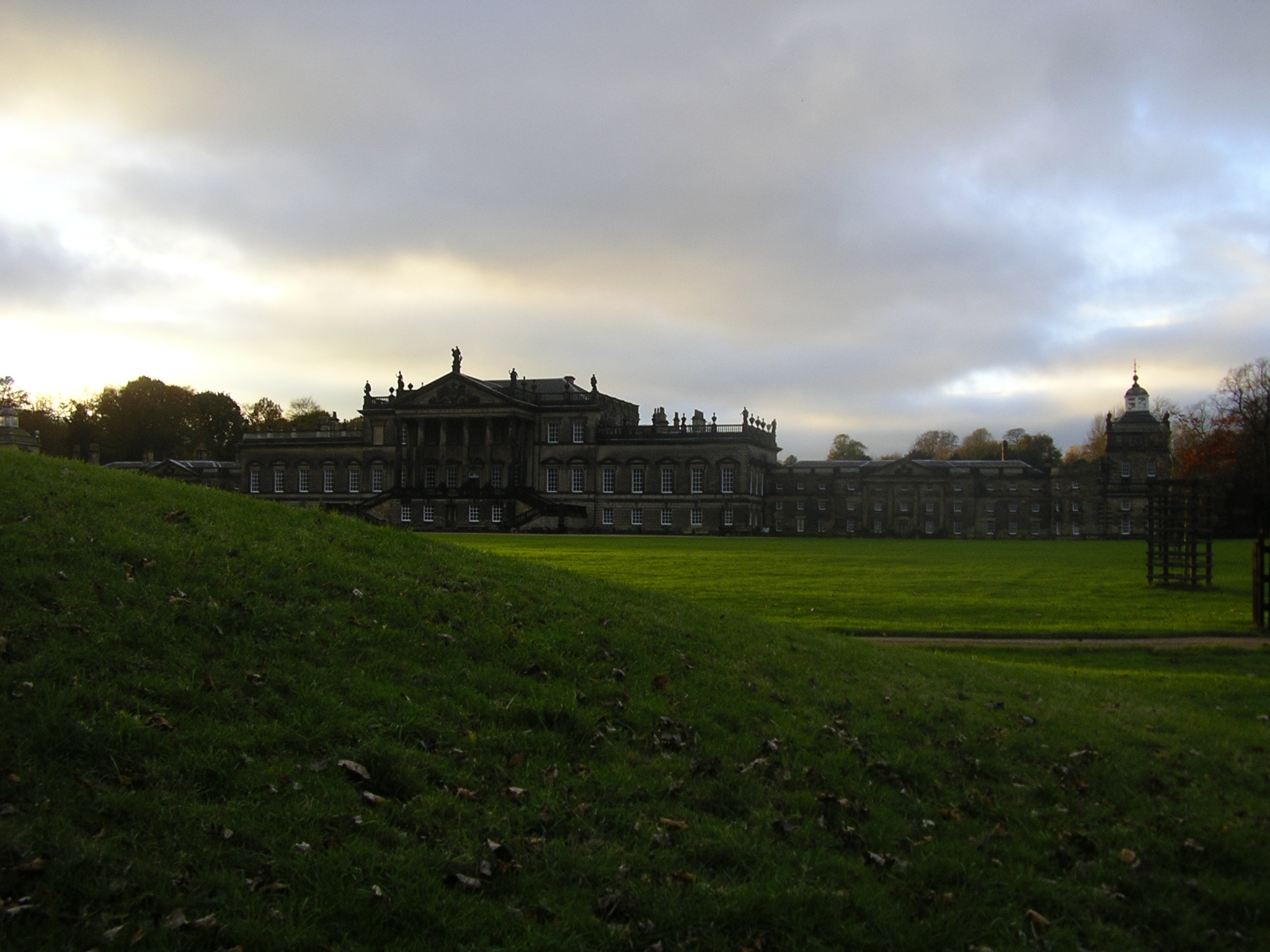
Vue sombre de la façade est de Wentworth Woodhouse en 2004.

Le ministère de la Santé tente de réquisitionner la maison en tant que "logement pour les familles d'industriels sans abri". Pour éviter cela, le comte tente de faire don de la maison au National Trust, mais le Trust refuse de le prendre. En fin de compte, Lady Mabel Fitzwilliam, sœur du 7e comte et échevin local, négocie un accord par lequel le West Riding County Council loue la majeure partie de la maison pour un établissement d'enseignement, laissant quarante pièces comme appartement familial . Ainsi, de 1949 à 1979, la maison abrite le Lady Mabel College of Physical Education, qui forme des professeures d'éducation physique. Le collège fusionne avec Sheffield City Polytechnic (aujourd'hui Université de Sheffield Hallam), qui renonce finalement au bail en 1988 en raison des coûts d'entretien élevés .
La période de 1979 à 1988 voit des étudiants de Sheffield City Polytechnic (aujourd'hui Université de Sheffield Hallam) basés à Wentworth Woodhouse. Deux départements, l'éducation physique et le baccalauréat en géographie et études environnementales, sont basés sur place. Le bâtiment du manoir abrite des logements étudiants (réputés hantés, selon les récits étudiants) et une salle à manger et des cuisines pour le déjeuner et le dîner pour les étudiants vivant sur place. Quatre blocs séparés de logements étudiants modernes sont construits sur le terrain du parc aux cerfs. Les écuries deviennent le centre de la vie étudiante, abritant des bureaux, des salles de conférence, des laboratoires, des courts de squash, une piscine et un bar étudiant.

## Vente par la famille Fitzwilliam
En 1989, Wentworth Woodhouse est en mauvais état. L'école polytechnique n'étant plus locataire et la famille n'ayant plus besoin de la maison, les administrateurs familiaux décident de la vendre avec 70 acres (283 279,9494 m2), mais conserve 15 000 acres (60,7028463 km2) de terrain. La maison est achetée par l'homme d'affaires local Wensley Grosvenor Haydon-Baillie, qui lance un programme de restauration, mais un échec commercial l'amène à être reprise par une banque suisse et remise sur le marché en 1998 . Clifford Newbold (juillet 1926 - avril 2015)  un architecte de Highgate, l'achète pour plus de 1,5 £ million. Newbold relance le programme de rénovation et de restauration. Le parc environnant appartient aux Wentworth Estates.
En 2014, la maison est officieusement mise en vente par Newbold, sans prix spécifié, mais pour un chiffre d'environ 7 £ millions selon The Times. La maison aurait besoin de travaux d'environ 40 £ million . Après la mort de Newbold, la maison est mise en vente en mai 2015 via Savills avec un prix demandé de 8 £ million. En février 2016, il est vendu au Wentworth Woodhouse Preservation Trust pour 7 £ millions après l'échec d'une vente potentielle au groupe Lake House basé à Hong Kong.

## Lieux de tournage
La maison et le terrain sont utilisés dans un certain nombre de productions cinématographiques et télévisuelles, notamment :
- L'ombre du nœud coulant (années 1980)
- Femmes et filles (1999)
- Orgueil et préjugés (2005)
- Le treizième conte (2013)
- M. Turner (2014)
- Jonathan Strange et M. Norrell (2015)
- Victoria (2016)
- Garçon milliardaire (2016)
- Les plus hantés (2015, 2017)
- Les Heures sombres (2018)
- Downton Abbey (2019)